# Voldtægt
Voldtægt er den kriminelle handling at:
1. tvinge nogen til samleje enten ved vold eller trusler om vold.
2. Skaffe sig samleje ved anden ulovlig tvang, jf. § 260, eller med en person, der befinder sig i en tilstand eller situation, i hvilken den pågældende er ude af stand til at modsætte sig handlingen. Voldtægt er en form for personfarlig kriminalitet.

## Definition
I straffeloven defineres voldtægt således:
§ 216. For voldtægt straffes med fængsel indtil 8 år den, der
1) tiltvinger sig samleje ved vold eller trussel om vold eller
2) skaffer sig samleje ved anden ulovlig tvang, jf. § 260, eller med en person, der befinder sig i en tilstand eller situation, i hvilken den pågældende er ude af stand til at modsætte sig handlingen.
Stk. 2. For voldtægt straffes med fængsel indtil 12 år den, der har samleje med et barn under 12 år.
Stk. 3. Straffen efter stk. 1 kan stige til fængsel i 12 år, hvis voldtægten har haft en særligt farlig karakter eller der i øvrigt foreligger særligt skærpende omstændigheder.
Stk. 4. Ved fastsættelse af straffen skal der lægges vægt på den særlige krænkelse, der er forbundet med lovovertrædelsen.
Stk. 5. Det skal ved straffens fastsættelse i almindelighed indgå som en skærpende omstændighed, at forurettede er offer for menneskehandel.
Oprindeligt omfattede voldtægtsparagraffen kun de tilfælde, hvor en mand voldtog en kvinde vaginalt. Tilkomne love har siden udvidet definitionen til også at omfatte overgreb, hvor gerningspersonen er kvinde og ofret er mand, og tillige overgreb mod en person af samme køn. Også tvungen oral- og analsex er omfattet af lovgivningen.
Ifølge straffelovens § 225 kan andre seksuelle forhold end samleje også anvendes under §§ 216-224.

## Gerningsindholdet
Det er en generel misforståelse, at kun mænd kan dømmes efter straffelovens §§ 216-224, eller at offeret skal have været udsat for vold, for at der er tale om voldtægt. Dog er dele af Straffeloven omkring voldtægt stadigvæk kønnet: "En person kan endvidere dømmes til forvaring, hvis 1) han findes skyldig i voldtægt eller anden alvorlig seksualforbrydelse eller i forsøg herpå, ..." (§ 70 stk 2: Stk. 2).
En voldtægt defineres ved, at en penis eller anden genstand indføres helt, eller delvist i en eller flere af ofrets kropsåbninger imod hans eller hendes vilje og/eller pågældende er ude af stand til at modsætte sig handlingen. Der mangler studier på hvordan denne formulering påvirker rettens evne til at dømme kvinder for voldtægt af en mand og mindreårige af begge køn.
I løbet af 1980'erne udvidedes voldtægtsdefinitionen til også at omfatte forhold, hvor offeret ikke nødvendigvis havde følt sig truet på livet af gerningspersonen og derfor havde givet efter. I takt med at gerningsindholdet i straffelovens voldtægtsbestemmelse er blevet udvidet, er debatten om retssystemets håndtering af voldtægtsofre ikke som forventet blevet mindre. Mange kritikere mener stadig, at voldtægtsforbryderne alt for ofte klarer frisag i forbindelse med en straffesag. I Norge har man forsøgt at umødegå denne kritik ved siden år 2000 at kriminalisere 'grovt uaktsom voldtekt' (se nedenfor).

## Tilregnelse (strafferetlig skyld)
Når anklagemyndigheden har ført bevis i en straffesag for, at gerningsindholdet (tiltvingelse af samleje) er realiseret, skal der endvidere føres bevis for forbrydelsens subjektive side (tilregnelse): Var gerningspersonen klar over, at vedkommende rent faktisk udøvede voldtægt? Spørgsmålet kan lyde hypotetisk, men det er med hensyn til tilregnelse, at politiets jurister møder de største udfordringer, når en sag om voldtægt føres for retten.[kilde mangler] I straffeloven er udgangspunktet, at en forbrydelse kræver forsæt hos gerningspersonen. Forbryderen skal med andre ord have til hensigt at begå forbrydelsen.
Der vil ofte opstå bevismæssige vanskeligheder, når der ikke er objektivt konstaterbare tegn på tvang. Hvis der er ført bevis for voldtægt (fx i form af tekniske beviser, herunder DNA-spor) vil en gerningsperson kunne forsvare sig med, at vedkommende rigtignok havde fuldbyrdet samleje med offeret, men at vedkommende ikke opfattede det som voldtægt. Så er der tale om påstand mod påstand, og såfremt begge parter fx har været under indflydelse af alkohol kan det for dommerne være vanskeligt at vurdere, hvilket udsagn, der er mest troværdigt.
De senere år har der i medierne været eksempler på sager om voldtægt, hvor gerningspersonen endte med at blive frifundet på trods af forholdsvis stærke beviser for voldtægt.

## Typer af voldtægt
Voldtægt bliver normalt inddelt i tre kategorier:
- Overfaldsvoldtægt (gerningsperson og offer kender ikke hinanden på forhånd)
- Kontaktvoldtægt (gerningsperson og offer kender hinanden, men har ikke haft en seksuel relation. De har fx mødt hinanden på nettet, eller til en fest, er kolleger, venner eller tilsvarende)
- Parvoldtægt (gerningsperson og offer har eller har haft en seksuel relation)

Overfaldsvoldtægt er den type voldtægt, man oftest hører om i medierne, men denne type af voldtægt er forholdsvis sjældent forekommende. Kun 20-25% af dem, der henvender sig i et af Danmarks 8 centre for voldtægtsofre, er blevet udsat for en overfaldsvoldtægt.. Det er mere almindeligt, at parterne kender hinanden i forvejen. Nogle gange har den ramte og gerningspersonen mødt hinanden til en fest eller i byen, andre gange er de gode venner eller kærester/ægtefæller.

## Omfang
Justitsministeriet lavede i 2006 en landsdækkende undersøgelse, der hed Vold og overgreb mod kvinder.
Undersøgelsen var baseret på telefoninterviews med voksne kvinder. I undersøgelsen spurgte man blandt andet: "Efter du er fyldt 16 år, har nogen mand nogensinde forsøgt at tvinge dig til samleje ved brug af vold eller trusler om vold?". 4,3% af kvinderne svarede, at de én eller flere gange var blevet tvunget til samleje og 5.5% svarede, at de havde været udsat for et forsøg. (Der blev aldrig spurgt ind til voldtægt fra andre kvinder såsom voldtægt blandt lesbiske)
1 promille af de adspurgte svarede, at de var blevet voldtaget inden for det sidste års tid. Hvis man også tæller de unge piger med, svarer det til, at ca. 2.000 piger og kvinder bliver voldtaget hvert år i Danmark. Til sammenligning er voldtægt af andre køn meget dårligt undersøgt, og vurderinger er baseret på den mindst pålidelige reference for omfanget: statistik om kriminalitet.
I en nyere, men mindre, undersøgelse fra 2010 bliver antallet af voldtægter vurderet til ca. 3.000 pr. år. En befolkningsundersøgelse udgivet i 2018 viste at 0,2% af mænd og 0,6% af kvinder havde oplevet et gennemført tvunget samleje indenfor det sidste år. Begge køn oplyste det modsatte køn som den mest almindelige gerningsperson i de seksuelle overgreb. Forskning fra samme år fandt 0,6% af mænd og 0,8% af kvinder havde oplevet at være tvunget til samleje eller anden seksuel aktivitet inden for det sidste år, hvis de ikke havde fysiske eller mentale handikap. Risikoen for seksuel vold steg for begge køn, hvis personen havde et handikap.
Af alle voldtægter bliver kun 400-1000 årligt meldt til politiet.
Det forekommer også (ligesom ved andre typer af forbrydelser), at anmeldelser af voldtægt er falske. Det Kriminalpræventive råd har analyseret alle voldtægter, der blev anmeldt i perioden 2000-2002, og blandt andet undersøgt antallet af falske anmeldelser. De bruger i analysen en udvidet definition af falsk anmeldelse. I definitionen indgår alle sager hvor
- forurettede er blevet dømt for falsk anmeldelse
- politiet har sigtet for falsk anmeldelse (men sagen er ikke kommet for en domstol)
- forurettede har indrømmet falsk anmeldelse, men politiet har af forskellige grunde ikke sigtet vedkommende.

I undersøgelsen konkluderes det, at der ud af de i alt 1364 anmeldte voldtægter i perioden 2000-2002 var 100 falske anmeldelser. Det svarer til ca. 7,3%.
Med hensyn til motiverne til at anmelde falsk viste undersøgelsen, at der var ”en overrepræsentation af kvinder, der er belastede på mange områder i livet. Særligt kvindens behov for omsorg og opmærksomhed er årsag til den falske anmeldelse.” Derudover findes motiverne at være begrundede i hævn/vrede eller et ønske om at dække over en løgn, utroskab, pinlig opførsel og/eller et regelbrud over for forældre. I mange sager ønsker kvinden ikke selv at anmelde voldtægt, men presses til det af familie, venner eller bekendte – eller andre anmelder ’for hende’.”

## Ofre og gerningspersoner
Baseret på statistik om kriminalitet er de fleste gerningspersoner mænd, og de fleste ofre er kvinder. Det er dog muligt, at andelen af mænd, der bliver udsat for voldtægt, reelt er større, men at det er sværere for mænd end for kvinder at søge hjælp efter seksuelle overgreb, da det er endnu mere tabuiseret for en mand at være et voldtægtsoffer. Andre årsager til at mænd ikke optræder i statistikken hyppigere kan være den lovgivningsmæssige fortolkning af voldtægt (penetrering) og manglende adgang til krisehjælp.
Ti års erfaring fra et voldtægtscenter i hovedstaden viser at kun 2% af dem, der opsøger hjælp, er en mand, og kun 42% af disse opsøger politiet. Kun de mænd, der var blevet voldtaget af en anden mand, søgte hjælp på et voldtægtscenter.

## Uagtsom voldtægt
Som følge af at domfældelsesraten i voldtægtssager er bemærkelsesværdig lav, har det i Danmark fra tid til anden været diskuteret, hvorvidt man burde lempe tilregnelseskravet og kriminalisere uagtsomhed. Ifølge tilhængere af denne løsning vil det tvinge domstolene til i højere grad at fokusere på tiltaltes adfærd.
I sager, hvor det er påstand mod påstand, vil en sag ofte falde ud til tiltaltes fordel, såfremt forurettede har været under indflydelse af alkohol eller i øvrigt anses af have afgivet et mindre troværdigt vidneudsagn. På den ene side mener nogle jurister, at der er store retssikkerhedsmæssige betænkeligheder ved at kriminalisere uagtsom voldtægt, blandt andet fordi risikoen for, at uskyldige personer dømmes, er større, når der kun skal føres bevis for uagtsom og ikke forsætlig adfærd.
Tilhængere af uagtsom voldtægt-modellen mener på den anden side, at såvel forsætlige som uagtsomme forbrydelsestyper forudsætter, at bevisbyrden skal løftes ud over enhver grundet tvivl. Herudover mener tilhængerne, at retssikkerhedsbetragtningen tages alvorligt, idet der udelukkende vil kunne dømmes for grov og ikke simpel uagtsomhed – gerningspersonens adfærd skal med andre ord være en klar eller forkastelig afvigelse fra en tænkt standard for pligtmæssig optræden. Endelig vil uagtsom voldtægt kunne sende et signal til potentielle voldtægtsforbrydere om, at man ikke kan undskylde sig med, at man troede at forurettede gerne ville have sex. Med andre ord vil fokus ikke kun være rettet mod forurettedes adfærd men også på, hvorvidt tiltalte gjorde nok for at indse, at forurettede havde samleje mod sin vilje.